# Јон Будај Делеану
Јон Будај Делеану (рум. Ioan Budai-Deleanu; 1760 — 1820) био је румунски стипендиста и песник.

## Биографија
Рођен је 1760. у Чигмау, селу у општини Ђеоађу, смештеном у западном делу Трансилваније.
Студирао је на колеџу Свете Барбаре у Бечу. По завршетку доктората настанио се у Лавову, у Украјини. Написао је епску песму Țiganiada (Ромски еп) о групи Рома који се боре заједно са војском Влад Цепеша III, средњовековног владара Влашке.
Био је један од првих заговорника идеје стварања Велике Румуније. Предложио је да унију треба постићи под влашћу Хабзбурга, припајањем Влашке и Молдавије Великој кнежевини Трансилванији.
Према Будају Делеану, Дачани нису имали улогу у етногенези румунског народа. Сматрао је да су Дачани преци Пољака.
Промовисао је пречишћавање румунског језика од позајмљеница, предлажући да се дозволе само позајмице из италијанског и француског језика и да се замени ћирилица са латиницом. Преминуо је 1820. у Румунији.